# بارتلمه مارتینز
بارتلمه مارتینز (انگلیسی: Bartolomé Martínez؛ ۲۴ اوت ۱۸۷۳ – ۳۰ ژانویهٔ ۱۹۳۶) سیاست‌مدار اهل نیکاراگوئه بود. وی از ۲۷ اکتبر ۱۹۲۳ تا ۱ ژانویه ۱۹۲۵ رئیس‌جمهور این کشور بود.
بارتلمه مارتینز در ۳۰ ژانویه ۱۹۳۶، در سن ۶۲ سالگی درگذشت.